# Arrondissement administratif d'Interlaken-Oberhasli
L'arrondissement administratif d'Interlaken-Oberhasli, appelé Verwaltungskreis Interlaken-Oberhasli en allemand, est l'un des dix arrondissements administratifs du canton de Berne en Suisse.
Arrondissement germanophone, il est créé le 1er janvier 2010 en remplacement de l'ancien district d'Interlaken et d'une partie du district d'Oberhasli.
La commune d'Interlaken est le chef-lieu de l'arrondissement qui compte 28 communes et une population de 48 763 habitants au 31 décembre 2008, pour une superficie de 1 231,5 km2.

## Liste des communes
| Blason                    | Bannière                  | Nom                       | N° OFS | Population (décembre 2023) | Superficie en km² | Habitants par km² |
| ------------------------- | ------------------------- | ------------------------- | ------ | -------------------------- | ----------------- | ----------------- |
| Beatenberg                | Beatenberg                | Beatenberg                | 571    | +001 227,                  | 29,25             | 42                |
| Bönigen                   | Bönigen                   | Bönigen                   | 572    | +002 655,                  | 15,08             | 168               |
| Brienz                    | Brienz                    | Brienz                    | 573    | +003 278,                  | 48,06             | 66                |
| Brienzwiler               | Brienzwiler               | Brienzwiler               | 574    | +000509,                   | 17,64             | 28                |
| Därligen                  | Därligen                  | Därligen                  | 575    | +000416,                   | 6,93              | 59                |
| Grindelwald               | Grindelwald               | Grindelwald               | 576    | +003 825,                  | 171,38            | 22                |
| Gsteigwiler               | Gsteigwiler               | Gsteigwiler               | 577    | +000434,                   | 7,03              | 60                |
| Gündlischwand             | Gündlischwand             | Gündlischwand             | 578    | +000346,                   | 16,68             | 21                |
| Guttannen                 | Guttannen                 | Guttannen                 | 782    | +000247,                   | 200,85            | 1                 |
| Habkern                   | Habkern                   | Habkern                   | 579    | +000617,                   | 50,96             | 12                |
| Hasliberg                 | Hasliberg                 | Hasliberg                 | 783    | +001 111,                  | 41,74             | 27                |
| Hofstetten bei Brienz     | Hofstetten bei Brienz     | Hofstetten bei Brienz     | 580    | +000542,                   | 8,77              | 60                |
| Innertkirchen             | Innertkirchen             | Innertkirchen             | 784    | +001 075,                  | 236,59            | 5                 |
| Interlaken                | Interlaken                | Interlaken                | 581    | +006 000,                  | 4,27              | 1363              |
| Iseltwald                 | Iseltwald                 | Iseltwald                 | 582    | +000401,                   | 21,91             | 19                |
| Lauterbrunnen             | Lauterbrunnen             | Lauterbrunnen             | 584    | +002 315,                  | 164,66            | 14                |
| Leissigen                 | Leissigen                 | Leissigen                 | 585    | +001 222,                  | 10,38             | 111               |
| Lütschental               | Lütschental               | Lütschental               | 586    | +000226,                   | 12,28             | 18                |
| Matten bei Interlaken     | Matten bei Interlaken     | Matten bei Interlaken     | 587    | +004 195,                  | 5,91              | 695               |
| Meiringen                 | Meiringen                 | Meiringen                 | 785    | +004 798,                  | 40,63             | 115               |
| Niederried bei Interlaken | Niederried bei Interlaken | Niederried bei Interlaken | 588    | +000375,                   | 4,13              | 91                |
| Oberried am Brienzersee   | Oberried am Brienzersee   | Oberried am Brienzersee   | 589    | +000469,                   | 20,14             | 24                |
| Ringgenberg               | Ringgenberg               | Ringgenberg               | 590    | +002 651,                  | 8,88              | 291               |
| Saxeten                   | Saxeten                   | Saxeten                   | 591    | +0 00091,                  | 19,38             | 5                 |
| Schattenhalb              | Schattenhalb              | Schattenhalb              | 786    | +000569,                   | 31,54             | 17                |
| Schwanden bei Brienz      | Schwanden bei Brienz      | Schwanden bei Brienz      | 592    | +000657,                   | 7,06              | 92                |
| Unterseen                 | Unterseen                 | Unterseen                 | 593    | +005 738,                  | 13,99             | 410               |
| Wilderswil                | Wilderswil                | Wilderswil                | 594    | +002 764,                  | 13,19             | 205               |
| Total                     | Total                     |                           |        | +048 753,                  | 1229,31           | 39                |